# Nelsi Morais
Nelsi Morais (Santos, 22 ottobre 1951) è un ex calciatore brasiliano, di ruolo centrocampista e difensore.

## Carriera
Morais trascorse la prima parte della carriera nel Santos, con cui vince il campionato paulista nel 1973, ex aequo con il Portuguesa.
Nella stagione 1975 segue il suo compagno di squadra Pelé negli Stati Uniti d'America, venendo ingaggiato dai N.Y. Cosmos, franchigia della NASL. Nella sua militanza con i Cosmos vince tre campionati NASL, nel 1977, 1978 e 1980. Con i Cosmos ha giocato anche nella North American Soccer League Indoor 1981-1982, ritornando nel club dopo un anno dopo aver lasciato i newyorchesi.
Nel 1989 e 1990 gioca con i New Jersey Eagles, dapprima nella American Soccer League e poi nell'American Professional Soccer League.

## Palmarès

### Competizioni statali
- Campionato paulista: 1

Santos: 1973 (ex aequo con il Portuguesa)

### Competizioni nazionali
- Campionato NASL: 3

New York Cosmos: 1977, 1978 e 1980